# Burggraaf Norwich

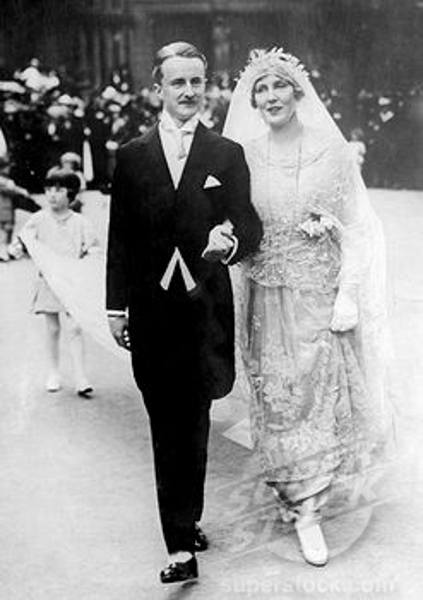
De latere 1e burggraaf Norwich bij zijn huwelijk in 1919

De Britse titel burggraaf Norwich wordt sinds 1952 gevoerd door leden van het geslacht Cooper.

## Geschiedenis
In de 14e eeuw bestond er een baronie Norwich maar van een echte creatie van een titel lijkt daarbij geen sprake. In 1644 werd Georg Goring (1858-1632/1633) verheven tot graaf Norwich maar met diens zoon stierf die titel in 1670/1671 uit.
Op 5 juli 1952 werd de Britse ambassadeur Alfred Duff Cooper (1890-1954) verheven tot Brits burggraaf Norwich. Sindsdien wordt de titel gevoerd door diens nageslacht. De 3e burggraaf en enige mannelijke afstammeling van de 1e burggraaf is ongehuwd waarmee de titel op uitsterven staat.

## Enkele telgen
Alfred Duff Cooper (1890-1954), 1e burggraaf Norwich, ambassadeur
- John Julius Cooper BA (1929-2018), 2e burggraaf Norwich, historicus
  - Dr. h.c. Artemis Cooper (1953), auteur; publiceerde brieven van haar grootmoeder Diana Manners (1892-1986), socialite, echtgenote van de 1e burggraaf en officieel dochter van Henry Manners, 8e hertog van Rutland (1852-1925)
  - Jason Charles Duff Bede Cooper BA (1959), 3e burggraaf Norwich
  - Allegra Huston (1964), buitenechtelijke dochter en auteur, met als moeder danseres Enrica Soma (1929-1969)